# وینچ

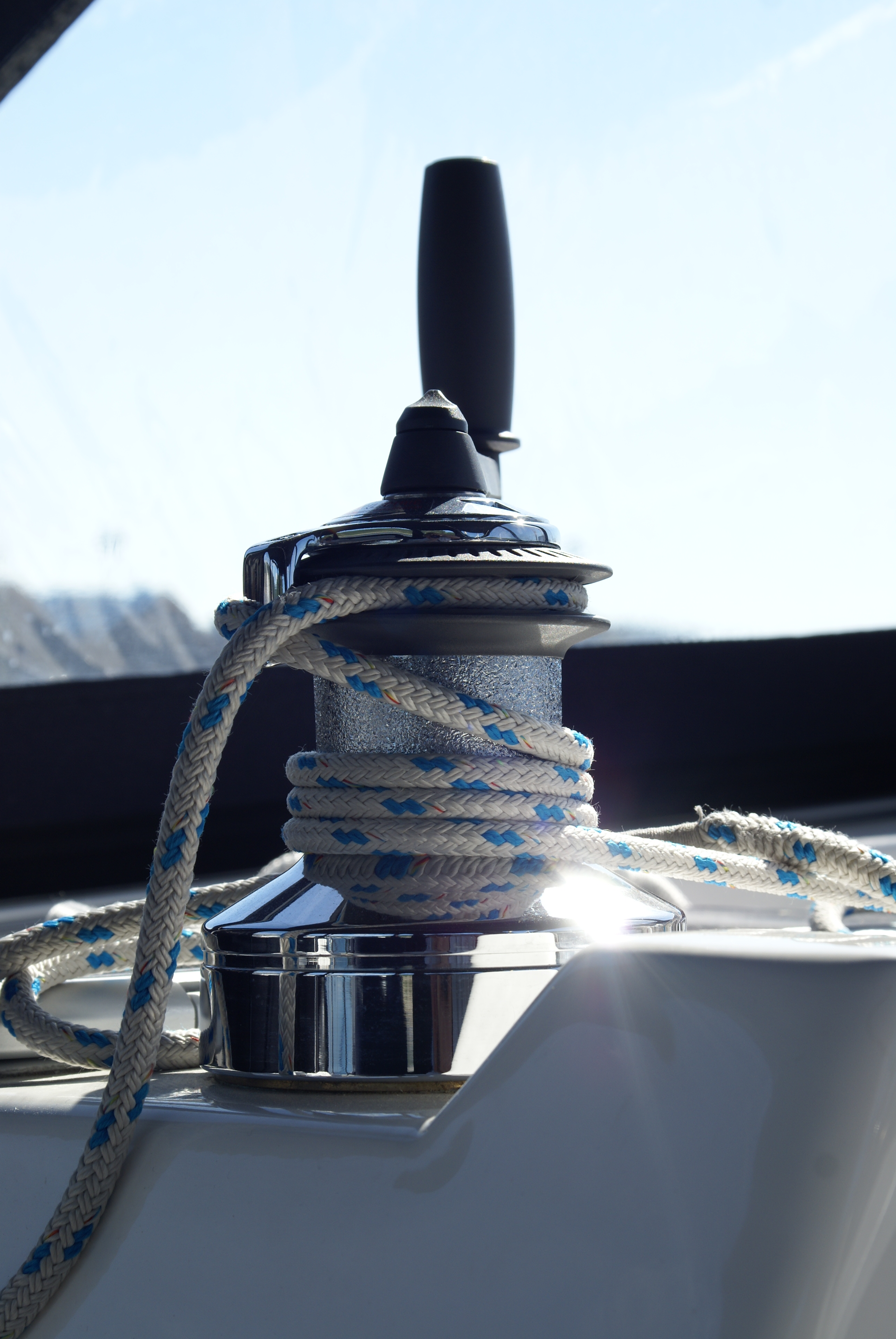
نمایی از وینچ

وینج نام قطعه‌ای در خودروهای مخصوص کوهستان و جاده خاکی (آفرود) می‌باشد. این وسیله نوعی قرقره است که به جلوی ماشین اتصال پیدا می‌کند و در موقعی که خودرو در زمینهای ناهموار یا باتلاقی یا فضای خاصی زمین گیر می‌شود یا حتی برای کشیدن خودروها و وسایل دیگر با سیم بکسل پیچیده بر روی قرقره و به کمک نیروی موتور یا موتور برقی جداگانه به کار می‌رود. هرچند این وسیله در برخی خودروهای معمولی هم نصب می‌شود ولی اکثراً به صورت قابل سفارش بر روی خودروهای شاسی بلند و دارای دو دیفرانسیل نصب می‌شود.
وینچ به دستگاهی گفته می‌شود که برای کشیدن یا بلند کردن اجسام به کار می رود . در زبان فارسی و انگلیسی وینچ WINCH به دستگاه کشنده خطی که به‌طور افقی یا با زاویه جسم را می کشد گفته می‌شود
همچنین به این دستگاه در حالی که جسم را به‌طور عمودی به جهت بلند کردن می کشد بالابر و در زبان انگلیسی Hoist می گویند
البته در زبان فارسی به این دستگاه در حال استفاده بالابری نیز وینچ می گویند
کاربرد این وسیله بقدری زیاد است که لازم به توضیحات جداگانه است
برخی از کاربرد های آن عبارتند از:
1- سکوهای حفر چاه نفت و گاز
2- کابل کشی
3- استخراج معادن
4- کشتی ها و شناورهای دریایی
5- صنایع و کارخانه جات
6- خودرو
7- برج های نور ...

### انواع وینچ
وینچ دستی ساده : وینچ های دستی معمولاً در صنایع و کاربرد های سبک استفاده شده و به طور میانگین توانایی جابه جایی وزن های 1 تن تا 2تن را دارند. و این وینچ ها از صفحه فلزی چرخ دنده جمع کننده و سیم بکسل تشکیل می شوند.
وینچ دستی کلاچ دار: وینچ های دستی کلاچ دار ابزار پرکاربردی هستند که به منظور بالابردن وسایل از آن ها استفاده میشود و به دلیل قیمت و تناژ پایین آن در مصارف سبک تر مورد استفاده قرار می گیرند.
وینچ برقی :بالابر برقی که به آن وینچ برقی میگویند یکی از متدوال ترین نوع وینچ هاست که مصارف خانگی و صنعتی بسیار زیادی دارد.
انواع دیگر وینچ بالابر : وینچ الکترومکانیکی، سیم بکسلی، برقی، کشنده و زنجیری

### وینچ کلاچ دار با وینچ ساده چه تفاوتی دارد؟
در هنگام کار با وینچ دستی اگر بخواهید بار خود را در خلاف جهت حرکت دهید اگر وینچ شما کلاچ دار باشد تنها کافیست قرره را خلاف جهت بچرخانید اما اگر وینچتان ساده باشد ابتدا باید ضامن را فشار دهید تا باعث شود جهت وینچ تغییر پیدا کند.